# Pfarrkirche Windhag

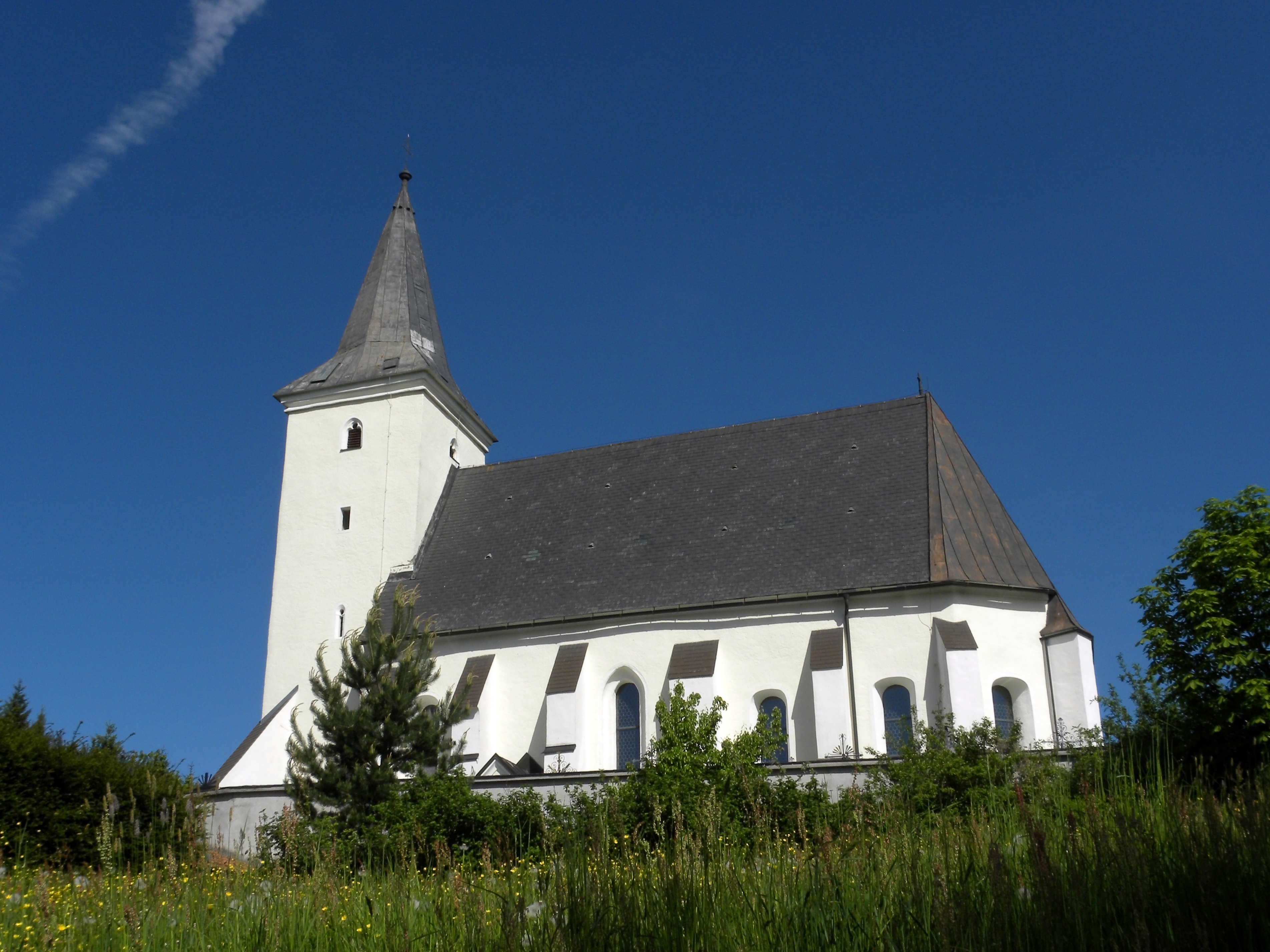
Katholische Pfarrkirche hl. Georg in Windhag

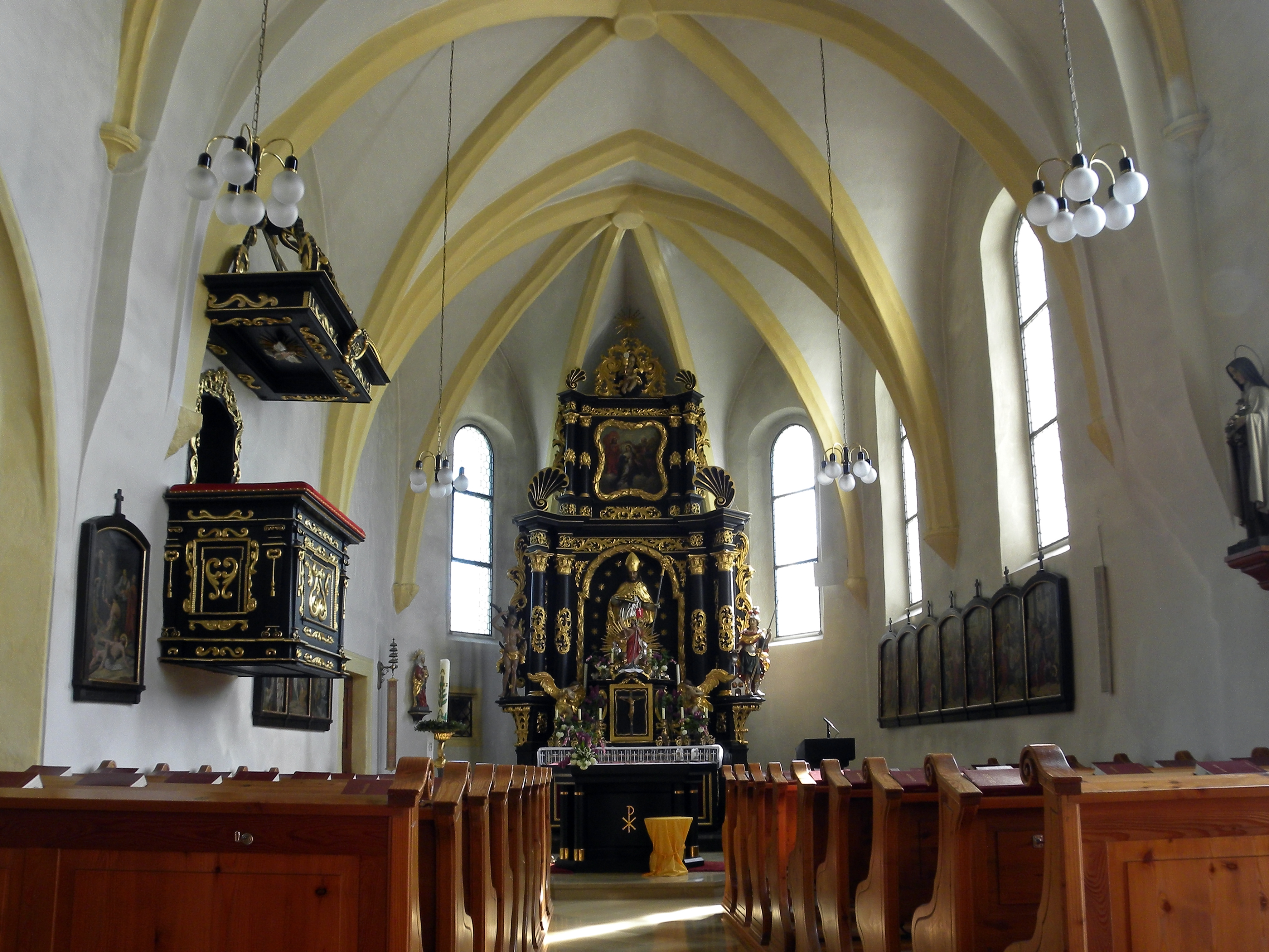
Langhaus Hauptschiff, Blick zum Chor

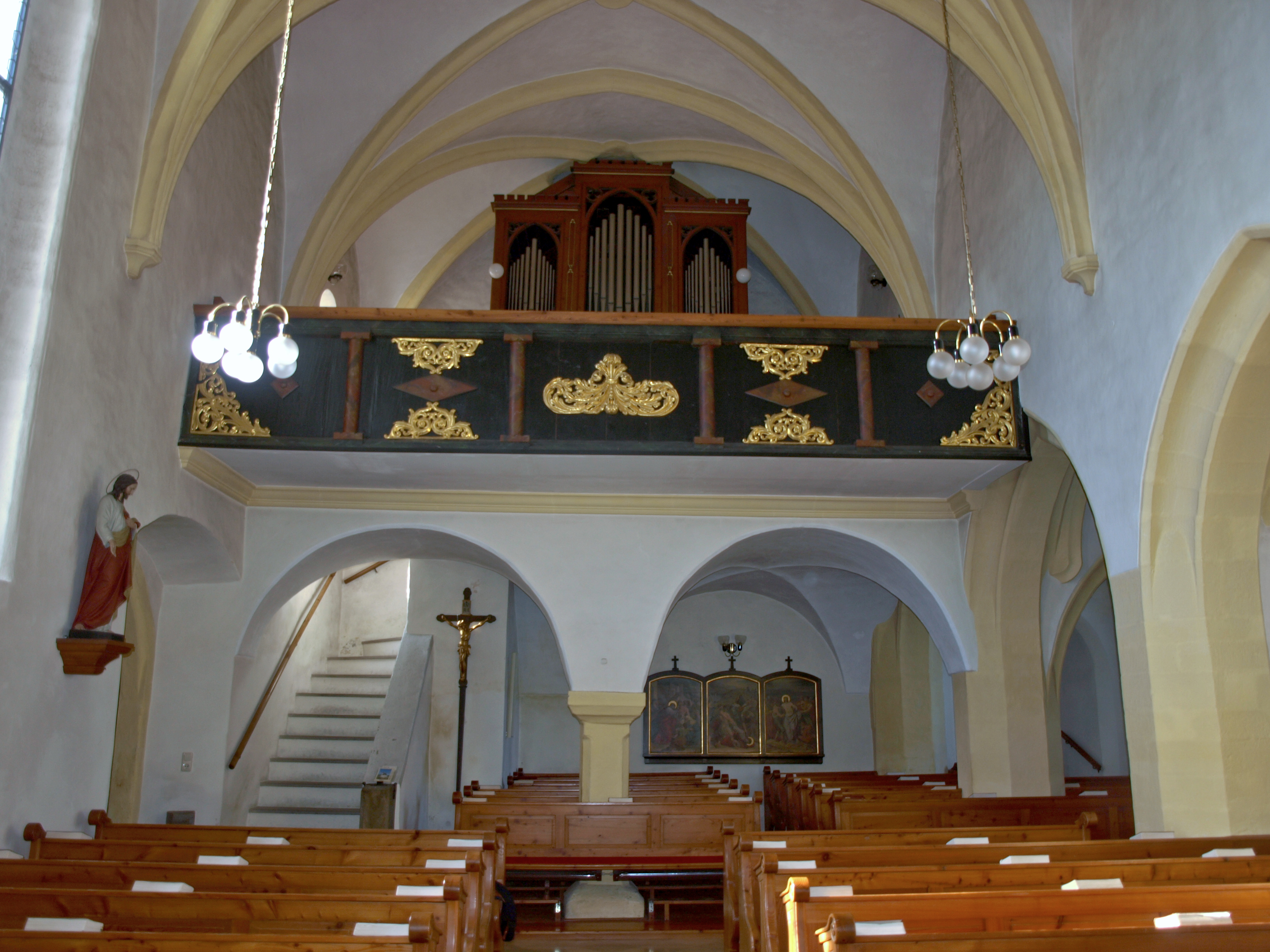
Langhaus, Blick zur Orgelempore

Die Pfarrkirche Windhag steht weithin sichtbar in einer Hanglage in der Ortschaft Windhag in der Statutarstadt Waidhofen an der Ybbs in Niederösterreich. Die dem Patrozinium hl. Nikolaus von Myra unterstellte römisch-katholische Pfarrkirche gehört – dem Stift Seitenstetten inkorporiert – zum Dekanat Waidhofen an der Ybbs der Diözese St. Pölten. Die Kirche steht unter Denkmalschutz (Listeneintrag).

## Geschichte
Anfangs eine Filiale der Pfarrkirche Allhartsberg, im 14. Jahrhundert ein Vikariat, wurde die Kirche 1475 zur Pfarrkirche erhoben und 1527 Stiftspfarre vom Stift Seitenstetten.

## Architektur
Die Pfarrkirche hl. Nikolaus ist eine spätgotische Saalkirche mit einem niedrigeren Nord-Seitenschiff in Hanglage, sie ist vom Friedhof und einer Mauer umgeben, im Osten steht ein massiges kubisches Tor. Der massige, vorgestellte Westturm ist ein ehemaliger gotischer Wehrturm vom Ende des 14. Jahrhunderts mit schrägen, barocken Stützpfeilern und schmalen Schlitzöffnungen, das Schallgeschoß zeigt Dreipassöffnungen. Der Pyramidenspitzhelm stammt aus dem Jahre 1854. Der Turm ist rundbogig geöffnet, die tonnengewölbte Turmstube hat aber keine Verbindung zum Kirchenschiff.
Das Langhaus ist ein dreijochiger Saal mit Kreuzrippengewölben vom Ende des 14. Jahrhunderts. Die Orgelempore über einem quadratischen Pfeiler mit einem Kreuzgratgewölbe unterwölbt entstand im 17. Jahrhundert, der Holzbalkonvorbau zeigt Reste eines aus dem 18. Jahrhundert stammenden vergoldeten Schleierwerks. Der Chor mit 5/8-Schluss ist direkt und einjochig an das Langhaus angebaut mit einem Kreuzrippengewölbe vom Ende des 14. Jahrhunderts. Das Langhaus ist durch drei Arkaden zum dreijochigen Nordschiff mit einem kräftigen Kreuzrippengewölbe aus dem 3. Viertel des 15. Jahrhunderts geöffnet, die Joche sind durch Scheidbögen getrennt. An der Nordostseite steht die Nordkapelle, die als Sakristei dient und mit dem Chor über eine Steingewändetüre verbunden ist. Das leicht geschwungene Spitzbogenportal an der Nordseite hat reich geschnitzte Türflügeln um 1900.

## Ausstattung
Der Hauptaltar, ein reich gestaltetes Doppelsäulenretabel um das Jahr 1700, wird von einer monumentalen Statue des hl. Nikolaus über dem Tabernakelaufbau dominiert, die seitlichen Statuen zeigen die hll. Sebastian und Florian. Das Oberbild zeigt die Marienkrönung. Das Seitenaltarretabel ist schlicht, mit Knorpelwerk verziert, stammt vom Ende des 17. Jahrhunderts und hat eine Aufsatzfigur des hl. Michael etwa aus dem Jahre 1675. Die Kanzel mit barockem Korb und Schalldeckel mit Rankendekor ist mit 1675 bezeichnet und wurde von Adam Piringer gestiftet. In der Kirche befindet sich ein monumentales Kruzifix um 1700. Der Kreuzweg mit polychromierten Reliefs entstand um 1950.
Die Orgel in neugotischem Gehäuse aus 1879 baute Gregor Hradetzky 1963. Das Orgelgehäuse stammt aus 1879 von Josef Unterberger.